# لوئیسینیو (بازیکن فوتبال، زاده ۱۹۱۱)
لوئیسینیو (پرتغالی: Luisinho; ۲۹ مارس ۱۹۱۱ – ۲۷ دسامبر ۱۹۸۳) بازیکن فوتبال اهل برزیل بود.
از باشگاه‌هایی که در آن بازی کرده‌است می‌توان به باشگاه فوتبال پالمیراس و باشگاه فوتبال سائو پائولو اشاره کرد.
وی همچنین در تیم ملی فوتبال برزیل بازی کرده‌است.